# 莫斯科號飛彈巡洋艦
莫斯科號（羅馬化：Moskva）為蘇聯海軍及俄羅斯海軍隸下的1164型巡洋艦首艦，並曾在服役期間擔任俄羅斯黑海艦隊之旗艦。2022年4月13日，於俄烏戰爭期間被烏克蘭軍隊以兩枚海王星飛彈擊沉於蛇島外海，成為繼福克蘭戰爭中阿根廷海軍貝爾格拉諾將軍號後被擊沉的最大軍艦，亦是二戰後首艘被擊沉的萬噸級軍艦。

## 配置
莫斯科號排水量達12,490公噸，可載480名船員，全長186.4公尺、全寬20.8公尺、吃水8.4公尺。採用全燃聯合動力裝置作為推進動力，共裝有6台燃氣輪機，航速32節（每小時59公里），配備16枚「火山岩」反艦巡弋飛彈，射程至少700公里，用於打擊敵航空母艦和其它大型作戰艦隻，也是光榮級最重要的對艦武器。
光榮級巡洋艦屬於俄國海軍現役艦艇中噸位第三大的艦隻，具備強大的反艦火力，兩舷共裝備16枚P-500導彈，後更換為P-1000火山導彈，2016年起進行了為期3年的現代化。另外，莫斯科號導彈巡洋艦具備強悍的區域防空能力，其拥有三层防空防空体系可以做到遠、中、近三層無縫銜接，艦上的防空作戰系統主要有：8座SA-N-6「雷聲」導彈發射裝置（S-300的艦載型），2座雙聯SA-N-4「壁虎」導彈發射裝置，6座AK630型6管30毫米炮以及雷達預警之電子對抗系統等。
美軍媒體《我們很強》投書，則稱美俄為仅有的两个使用巡洋艦的國家，光榮級效果上「與我們的接近」，儘管偵搜還需提升，但反舰火力強大，若與提康德羅加級一戰威脅很大，也要投入預算，絕不可輕敵。

## 歷史

### 蘇聯時期
光榮號是蘇聯「1164計劃」在1976年於蘇聯乌克兰尼古拉耶夫造船厂開工建造，於1979年在445號船塢下水，光榮號也是光榮級首舰，並在1983年進入蘇聯海軍服役。1990年12月返回位于苏联乌克兰的尼古拉耶夫造船厂大修。

### 俄羅斯時期
1991年12月，苏联解体，其后原苏联各加盟共和国协商划分了黑海舰队，而该舰也和大多数黑海舰队舰艇一起被划归俄罗斯，并于1999年完成整修返队，取代肯达级巡洋舰戈洛夫科海軍上將號，作為俄軍黑海艦隊的旗艦。该舰维修期间，在俄罗斯海军总参谋长命令之下，于1995年易名为「莫斯科号」。
进入21世纪以来，莫斯科号多次在俄罗斯联邦的军事行动中发挥了重要作用，包括俄格战争、俄罗斯军事吞并乌克兰克里米亚半岛以及介入叙利亚局势。自2014年起，莫斯科号长期驻扎于克里米亚西南岸港口城市塞瓦斯托波尔，即俄罗斯黑海舰队在克里米亚半岛之总部，并被视为“俄罗斯海军的骄傲”。

### 俄烏戰爭
2022年2月18日，時任黑海艦隊司令的伊戈爾·奧西波夫海軍上將親自檢查莫斯科號飛彈巡洋艦的防空保護，並向媒體表示對阻截空襲的能力感到滿意。奧西波夫表示：「沒有莫斯科導彈巡洋艦，黑海艦隊就不可能存在。如果我沒有旗艦，我就不會成為艦隊的指揮官。」
不久後的同年2月24日，俄羅斯發動了對烏克蘭的全面侵略戰爭，莫斯科號隨即參與了俄軍的入侵行動。戰事爆發當天下午六時，烏克蘭國家邊防局稱蛇島受到俄國海軍襲擊：俄艦莫斯科號與瓦西里·貝科夫號巡邏艦以艦砲向烏克蘭軍隊駐守的島嶼開火。當俄艦表明身分，要求駐紮在島上的烏克蘭部隊投降時，烏方守軍罗曼·格里博夫憤然辱罵「俄羅斯軍艦，去你媽的」，隨後一戰成名於全球走紅。

### 沉没
烏克蘭政府在4月13日聲稱，烏克蘭海軍在黑海沿岸的敖德薩發射兩枚海王星反艦飛彈擊中莫斯科號並引發大火。14日凌晨1時14分，莫斯科號開始傾斜，半小時後喪失電力供應。凌晨2時，有一艘土耳其籍船隻救起54名莫斯科號的人員。其後土耳其及羅馬尼亞有消息稱莫斯科號沉沒，又稱該艦載有485名俄羅斯海軍人員，包括66名軍官。
俄罗斯政府在4月14日聲稱莫斯科號因為火災引發舷側的彈藥發生爆炸，已將艦上人員撤離，同時否認該艦有被烏克蘭軍發射的導彈擊中，但沒有交代起火的原因。之後，俄羅斯政府稱正在把莫斯科號拖往克里米亞的港口維修，但同日稍晚，俄罗斯政府宣布，因為拖救莫斯科號的期間遇上风暴，該艦在風浪下沉沒。但据某天气网站的数据，当天当地海域的天气甚佳，只有点小雨。
俄軍在莫斯科號在14日起火前曾經宣稱黑海艦隊擊落烏克蘭軍TB2無人機的戰果，但之後烏克蘭方面發放的消息稱，烏克蘭軍是故意派出數架TB2無人機吸引莫斯科號的注意力，再發射海王星導彈攻擊在敖德薩外海的莫斯科號，俄軍未能攔截這2枚亞音速反艦導彈，莫斯科號因而被擊中及起火。美國國防部官員在15日稱無法證實莫斯科號因為被烏克蘭導彈擊中而起火，但在16日表示在收集更多資料後，可確認莫斯科號曾經被烏克蘭軍發射的2枚反艦飛彈擊中，因而起火及沉沒。BBC在事后介紹莫斯科號時，对于該艦被反舰导弹击中提出质疑，认为可能是該艦的防禦弹药不足，或者有工程方面的问题，并且引述军事专家的说法，區區兩枚海王星導彈是很难在艦上的防空系統完備下击中該艦。
雖然俄羅斯政府自事發後一直否認莫斯科號有被烏克蘭的海王星反艦導彈擊中，但俄軍卻於4月15日發射巡航導彈摧毀位於烏克蘭基輔的一處海王星反艦導彈生產設施，這次襲擊被認為是俄軍對於莫斯科號被擊沉後的一次報復行動。

### 事後
烏克蘭媒體Donpress引用俄羅斯媒體報導時稱，時任黑海艦隊司令伊戈爾·奧西波夫在艦隊旗艦莫斯科號被擊沉之後，遭到俄羅斯軍方派員毒打和逮捕，副司令謝爾蓋·平丘克被俄羅斯軍方調查，以追究事故責任。俄羅斯政府堅稱莫斯科號發生彈藥庫爆炸後已經將全體人員撤離，沒有提及有艦上人員死傷，又於4月16日發放片段，宣稱是俄羅斯海軍司令尼古拉·叶夫梅诺夫上將會見莫斯科號的倖存人員，又稱艦上的官兵都承諾繼續在俄羅斯海軍服役，俄國國防部發布的片段顯示接受檢閱的倖存船員大約有240人（也有說100人）。
4月16日，烏克蘭總統澤倫斯基將海軍司令阿列克谢·涅伊日帕帕從少將晉升為中將，被認為這是對擊沉莫斯科號的獎勵。
4月17日，先後有莫斯科號在沉沒前的圖像及影片流出，顯示有大量濃煙從莫斯科號的艦體內冒出，艦身已明顯向左側傾斜，當時天氣良好，未見海面有大風浪。雖然俄羅斯政府沒有提及莫斯科號有人員死傷，但在俄羅斯社交媒體網站VKontakte有據稱是莫斯科號官兵的母親發文，表示於事發後一直未能聯絡被徵召入伍及在艦上服役的兒子，亦有官兵的妻子稱未能得知丈夫的生死，另有倖存者透過母親傳達艦上最少有40人身亡的消息，家屬要求政府交代死傷者名單，俄羅斯當局卻不提供有關人員傷亡的具體資料及細節。4月22日，俄國國防部首度公布傷亡數字，稱1名軍人陣亡、27名人員失蹤，396名人員成功疏散。
4月20日，英國《泰晤士報》報導，一架美軍P-8波賽頓海上巡邏機在莫斯科號遭到擊中前的數個小時一直在跟蹤它，並將其位置提供給烏克蘭軍方。
烏克蘭國防部新聞處在4月21日於Facebook發佈新聞，表示自4月15日起，莫斯科號已被納入烏克蘭國家水下文化遺產，編號2064。烏克蘭國防部表示：「根據聯合國教科文組織公約，在我們國家的經濟活動範圍內，黑海海底的所有人類活動痕跡都是烏克蘭的財產。」其稱，莫斯科號殘骸沉沒的區域，海深為45－50米，而莫斯科號則是黑海中最大的沉沒物。
公社號潛艇救援船在莫斯科號沉沒後部署事故水域，意圖打撈。由於莫斯科號是一體沉沒的，因此無法將其撈出水面。據報導，公社號將協助回收別國可能感興趣的武器、屍體和其他敏感材料。
2022年8月17日，據俄罗斯新闻社報道，奧西波夫被俄羅斯軍方免去黑海艦隊司令職位，由維克多·索科洛夫接任，而莫斯科號被擊沉一事被認爲是其去職的重要原因。

## 轶闻

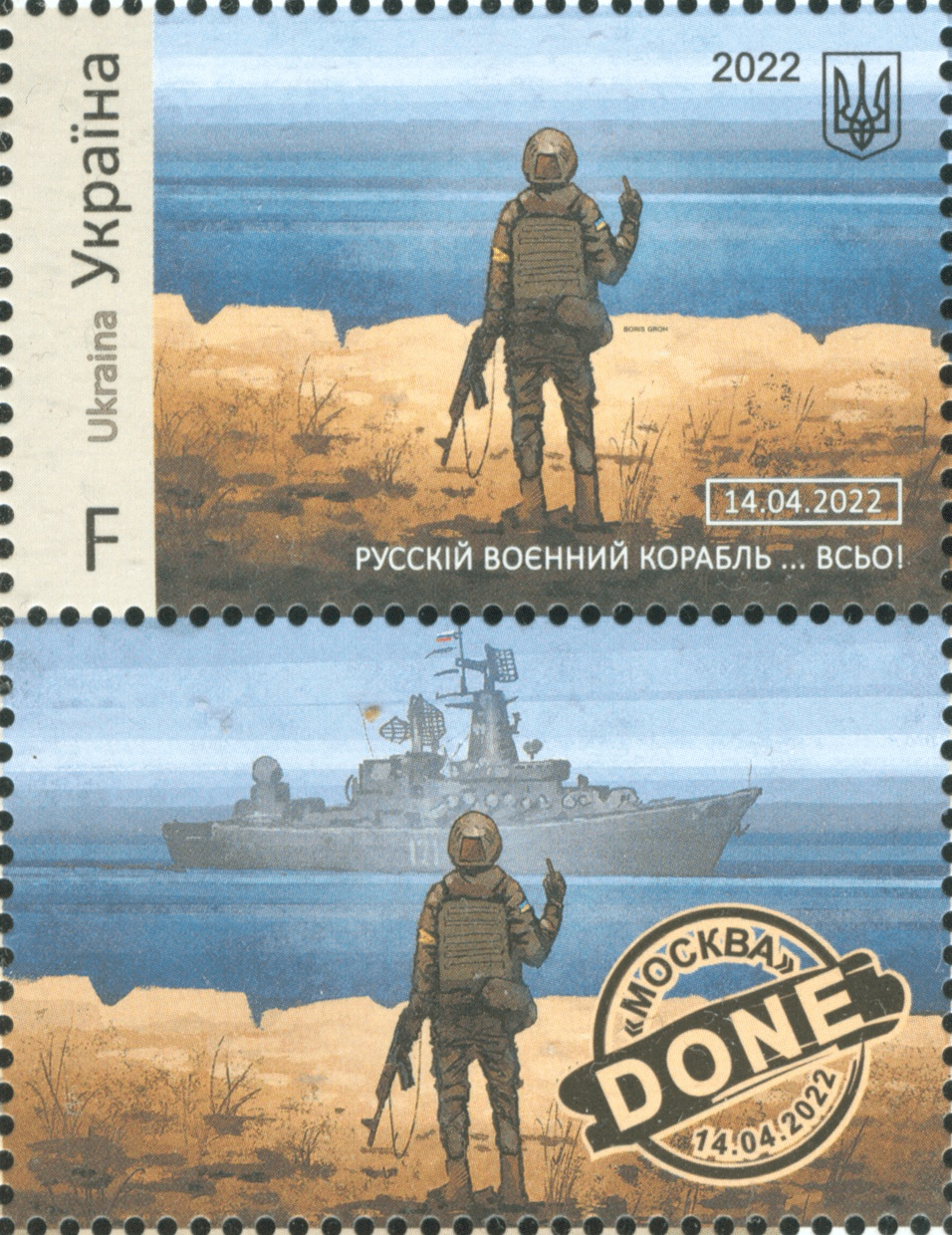
2022年5月推出两种新的邮票

2022年4月12日，乌克兰邮政局推出嘲諷俄羅斯的蛇島戰役紀念郵票，其主題為對莫斯科號豎中指的烏軍士兵罗曼·瓦连京诺维奇·格里博夫，而莫斯科號本艦亦巧合地旋即於翌日被烏軍擊沉於蛇島外海。事後乌克兰邮政局隨即宣布，为满足公眾需求量，將再于5月再发行两款总共500万份有关俄罗斯军舰的系列邮票。新推出的邮票除了承继上一期背景颜色以外，更追加了莫斯科号消失和带有「完蛋了」（DONE）的标语，以呈现莫斯科号的当前状态。
莫斯科号沉没的日期亦是鐵達尼号沉没110周年。

## 外部連結
- 莫斯科號起火後照片 （页面存档备份，存于）. 《今日烏克蘭》
- 莫斯科號起火照片分析 （页面存档备份，存于）. Covert Shores

1. ↑  原称光荣号（羅馬化：Slava）